# Tous les mêmes
Singles de Stromae
Formidable
(2013) Ta fête
(2014)
Pistes de Racine carrée
Ave Cesaria
(4) Formidable
Tous les mêmes est le troisième single du chanteur belge Stromae extrait de l'album Racine carrée sorti en août 2013[réf. nécessaire].

## Composition et paroles
En février 2013, Stromae publie sur YouTube une partie de la chanson sous forme de leçon. Tous les mêmes est une chanson au style électro avec des influences de biguine.
Au travers de la chanson, Stromae aborde la violence des rapports amoureux. Il fait de même dans Formidable (2013).

## Accueil

### Accueil critique
Loïc Picaud de Music Story note que la chanson « verse dans la biguine electro avec son cortège de désillusions pubères ».

### Accueil commercial
Bien que sortie comme single seulement fin octobre, la chanson se classe dans les classements de ventes des titres en Belgique francophone et France. En Belgique, le titre se classe le 31 août 2013 à la 13e place des ventes de single. En France, la chanson se classe pendant 2 semaines du 14 au 27 octobre 2013 à la 19e place des ventes de singles. À la suite de son passage sur Le Grand Journal, la chanson est passée de la 22e à la 5e place.

## Clip vidéo
Stromae a tourné le clip à Anvers à la mi-novembre 2013. Un aperçu de la vidéo a été présenté pour la première lors du Journal de 20 heures de TF1 du 30 novembre. Le clip vidéo, réalisé par Henry Scholfiedet chorégraphié par Marion Motin, est sorti le 18 décembre 2013 et a été vu plus de 4,3 millions de fois sur Youtube en l'espace de 5 jours. Stromae reprend le principe introduit dans sa leçon numéro 24 et repris lors du Grand Journal, où il incarne à la fois un homme et une femme.
Moustique évoque un clip « moins surprenant que les précédents » mais « esthétiquement parfait ». Première écrit que Stromae « adopte avec humour et une pointe de cynisme, les clichés véhiculés par une certaine partie de la gent féminine à l'égard des hommes » et ajoute que le clip est « créatif et minutieusement chorégraphié ».

## Performances et interprétations
Stromae a interprété pour la première fois Tous les mêmes sur le plateau du Grand Journal de Canal+. Cette performance a suscité une attention particulière car le chanteur s'est dédoublé en femme lors de l'interview. Les deux moitiés, homme et femme, ont par la suite fusionné pour la chanson. Pour ce faire, Stromae a eu recours au morphing, technique habituellement utilisée au cinéma. Il a fallu 4 heures de tournage et 3 jours de montage.

## Classement hebdomadaire
| Classement (2013/2014)                  | Meilleure position |
| --------------------------------------- | ------------------ |
| Belgique (Flandre Ultratop 50 Singles)  | 4                  |
| Belgique (Flandre Ultratip 100)         | 1                  |
| Belgique (Wallonie Ultratop 50 Singles) | 1                  |
| Belgique (Wallonie Ultratop 50 Airplay) | 1                  |
| Danemark (Tracklisten)                  | 10                 |
| France (SNEP)                           | 1                  |
| Hongrie (Single Top 40)                 | 19                 |
| Italie (FIMI)                           | 5                  |
| Pays-Bas (Single Top 100)               | 29                 |
| Pays-Bas (Nederlandse Top 40)           | 22                 |
| Suisse (Schweizer Hitparade)            | 27                 |
| Suisse (Charts Romandie)                | 5                  |
| Tchéquie (IFPI Singles Digitál)         | 88                 |

### Certifications
| Pays           | Certifications |
| -------------- | -------------- |
| Belgique (BEA) | Platine        |
| France (SNAP)  | Platine        |
| Italie (FIMI)  | 2 × Platine    |